# جان مونتاگو ارل چهارم ساندویچ
جان مونتاگو ارل چهارم ساندویچ (انگلیسی: John Montagu, 4th Earl of Sandwich; ۱۳ نوامبر ۱۷۱۸ – ۳۰ آوریل ۱۷۹۲) سیاستمدار بریتانیایی بود که جانشین پدربزرگش ادوارد مونتاگو، سومین ارل ساندویچ بود و در ده سالگی ارل ساندویچ در سال ۱۷۲۹ شد. او در طول زندگی خود مناصب نظامی و سیاسی مختلفی از جمله رئیس پست، اولین لرد دریاسالاری و وزیر امور خارجه وزارت شمال را بر عهده داشت. او همچنین به دلیل این ادعا که او مخترع همنام ساندویچ است، شناخته شده‌است. جان مونتاگو در سال 1718، پسر ادوارد مونتاگو، ویسکونت هینچینگ بروک به دنیا آمد. پدرش زمانی که جان چهار ساله بود درگذشت و او را به عنوان وارث خود باقی گذاشت. مادرش به زودی دوباره ازدواج کرد و او ارتباط چندانی با او نداشت. او در سن ده سالگی در سال 1729 به عنوان ارل ساندویچ جانشین پدربزرگش شد.

### ساندویچ
ساندویچ امروزی به نام لرد ساندویچ نامگذاری شده‌است، اما شرایط دقیق اختراع و استفاده اصلی آن هنوز موضوع بحث است. شایعه ای در سفرنامه ای به نام تور لندن توسط پیر ژان گروسلی این افسانه را شکل داد که نان و گوشت لرد ساندویچ را سر میز قمار نگه می‌دارد، اما ساندویچ عادت‌های بد زیادی داشت، داستان از این قرار است که لرد ساندویچ قمارباز بسیار متبحری بود و ساعات طولانی که پشت میز ورق بازی می‌کرد، وقت بابت غذا خوردن نداشت. در نتیجه از خدمتکارانش می‌خواست که بین دو تکه نان تکه‌هایی گوشت برای او بیاورند، عادتی که در میان دوستان قماربازش مشهور شد. طبق این روایت، افراد دیگر شروع به سفارش «همان ساندویچ» کردند و به این ترتیب «ساندویچ» متولد شد. جایگزین دیگر برای این روایت توسط زندگینامه نویس ساندویچ NAM Rodger ارائه شده‌است، می‌گوید که که تعهدات ساندویچ به نیروی دریایی و زمانی که صرف کار می‌کرد به او فرصت غذا خوردن صحیح نمی‌داد و اون مجبور بود حین کار غذای خود را صرف کند.